# Musiken (Matisse)
Musiken (franska: La Musique) är en oljemålning av den fauvistiske franske konstnären Henri Matisse. Den målades 1910 och ingår sedan 1948 i Eremitagets samlingar i Sankt Petersburg.
Musiken utgör en pendang till Dansen II och innehåller samma förenklade bildkomposition med fem personer och fyra färger: musikernas röda kroppar, landskapets gröna gräs, den klarblå himlen och de mörka huvudena. Båda tavlorna beställdes av den ryske affärsmannen och konstsamlaren Sergej Stjukin(en) och var avsedda att hängas upp i trapphuset i hans herrgård i Moskva. Stjukin ägde sedan tidigare Matissetavlan Harmoni i rött från 1908. Efter ryska revolutionen 1917 konfiskerades Stjukins konstsamling och idag är de nämnda tre verken utställda på Eremitaget i Sankt Petersburg. Själv flydde Stjukin till Paris där han avled 1936.
En skiss till Musiken ingår sedan 1962 i Museum of Modern Arts samlingar i New York. Den mäter 73,4 x 60,8 cm och skildrar den fiolspelande mannen, ett dansande par och en sittande man. Skissen målades med oljefärg och kolpenna på duk 1907 i Collioure.